# Reggio Emilia-Guastallai egyházmegye
A Reggio Emilia-Guastallai egyházmegye (latinul: Dioecesis Regiensis in Aemilia-Guastallensis, olaszul: Diocesi di Reggio Emilia-Guastalla) egy olaszországi római katolikus egyházmegye, amelynek püspöki székhelye az Reggio Emilia városában található. Az egyházmegye a Modena-Nonantolai főegyházmegye szuffragán egyházmegyéje.

## Története
Az 1. században Reggio Emilia-i egyházmegye néven hozták létre, és a Milánói főegyházmegye szuffragán egyházmegyéje volt. A 7. századtól a Ravennai főegyházmegyéé, 1582. december 10-étől a Bolognai főegyházmegyéé. 1855. augusztus 22-én lett a Modenai (mai nevén Modena-Nonantolai főegyházmegye) szuffragán egyházmegyéje.
1986. szeptember 30-án a Guastallai egyházmegyét a Püspöki Kongregáció az Instantibus votis rendelettel csatolta a Reggio Emilia-i egyházmegyéhez.

## Püspökök a 20. század kezdete óta
- Vicente Manicardi 1886-1901
- Artùr Marchi 1901-1910, Lucca érsekévé kinevezve
- Eduardo Brettoni 1910-1945
- Benjamin Socche 1946-1965
- Gilberto Baroni 1965-1989
- João Paulo Gibertini O.S.B. 1989-1998
- Adriano Caprioli 1998-2012
- Massimo Camisasca F.S.C.B 2012-2022
- Giacomo Morandi 2022-hivatalban

### Segédpüspökök
- Camillo Ruini 1983-1991, római általános helynökké kinevezve
- Lorenzo Ghizzoni 2006-2012 Ravenna-Cerviai érsekké kinevezve

## Szomszédos egyházmegyék
- Massa Carrara-Pontremoli egyházmegye (délnyugat)
- Parmai római katolikus egyházmegye (nyugat)
- Cremonai egyházmegye (észak)
- Mantovai egyházmegye (észak)
- Carpi egyházmegye (északkelet)
- Modena-Nonantolai főegyházmegye (kelet)
- Luccai főegyházmegye (dél)

## Fordítás
- Ez a szócikk részben vagy egészben  a   Bistum Reggio Emilia-Guastalla című német Wikipédia-szócikk fordításán alapul.  Az eredeti cikk szerkesztőit annak laptörténete sorolja fel. Ez a jelzés csupán a megfogalmazás eredetét és a szerzői jogokat jelzi, nem szolgál a cikkben szereplő információk forrásmegjelöléseként.
- Ez a szócikk részben vagy egészben  a   Diocese de Régio da Emília-Guastalla című portugál Wikipédia-szócikk ezen változatának fordításán alapul.  Az eredeti cikk szerkesztőit annak laptörténete sorolja fel. Ez a jelzés csupán a megfogalmazás eredetét és a szerzői jogokat jelzi, nem szolgál a cikkben szereplő információk forrásmegjelöléseként.